# František Karel z Kounic
František Karel Josef hrabě z Kounic (německy Franz Karl Josef Graf von Kaunitz; 9. prosince 1676 Praha – 27. prosince 1717 Řím) byl moravský šlechtic, duchovní a diplomat ve službách Habsburků. Dlouhodobě pobýval v Římě, kde byl v letech 1705–1706 císařským vyslancem. Stal se kanovníkem v několika diecézích, později byl biskupem v Lublani (1711–1717).

## Životopis
Pocházel ze starého šlechtického rodu Kouniců, patřil k moravské rodové větvi. Narodil se jako nejstarší syn říšského místokancléře Dominika Ondřeje I. z Kounic (1654–1705) a jeho manželky Marie Eleonory rozené ze Šternberka. Spolu s mladším bratrem Maxmiliánem Oldřichem absolvoval po roce 1696 kavalírskou cestu, navštívili německé země, Nizozemí a Belgii. V září 1697 se bratři rozdělili, František Karel zůstal v Římě, kde vystudoval teologii a práva. Promoval a stal se Dr. Jur. Utr. civilního a kanonického práva. Díky otcově vlivu se stal kanovníkem několika diecézí, v Pasově, Olomouci a Salcburku. V Římě byl mimo jiné přísedícím apelačního soudu Rota Romana. V Římě patřil k významným osobnostem veřejného života a proslul jako odpůrce zahraniční politiky papeže Klementa XI. Po otcově úmrtí v roce 1705 uzavřel s bratrem Maxmiliánem Oldřichem dohodu o majetkovém vyrovnání. Jako duchovní se vzdal nároků na rodové dědictví za odstupné 100 000 zlatých a apanáž ve výši 6 000 zlatých ročně. Od července 1705 do července 1706 byl císařským vyslancem v Papežském státě. Diplomatické zájmy habsburské monarchie ve Vatikánu hájil i později za svého nepřítomného nástupce kardinála Grimaniho. S podporou císaře Josefa I. byl v roce 1711 jmenován biskupem v Lublani, nadále ale často pobýval v Římě, kde také zemřel. Proslul též jako sběratel a mecenáš umění, díky tomu se ale značně zadlužoval, jeho pohledávky vyrovnával mladší bratr Maxmilián Oldřich až do roku 1740.
Jeho mladší bratr Maxmilián Oldřich (1679–1746) byl též diplomatem a později dlouholetým zemským hejtmanem na Moravě. Oženil se s dědičkou Marií Ernestinou z Rietbergu, čím se rod Kouniců stal vlastníkem německého hrabství Rietberg a zařadil se tak mezi říšskou šlechtu. Synovec Václav Antonín (1711–1794) byl dlouholetým rakouským státním kancléřem.